# Stomachion

Stomachion mit 12×12 Gitternetz

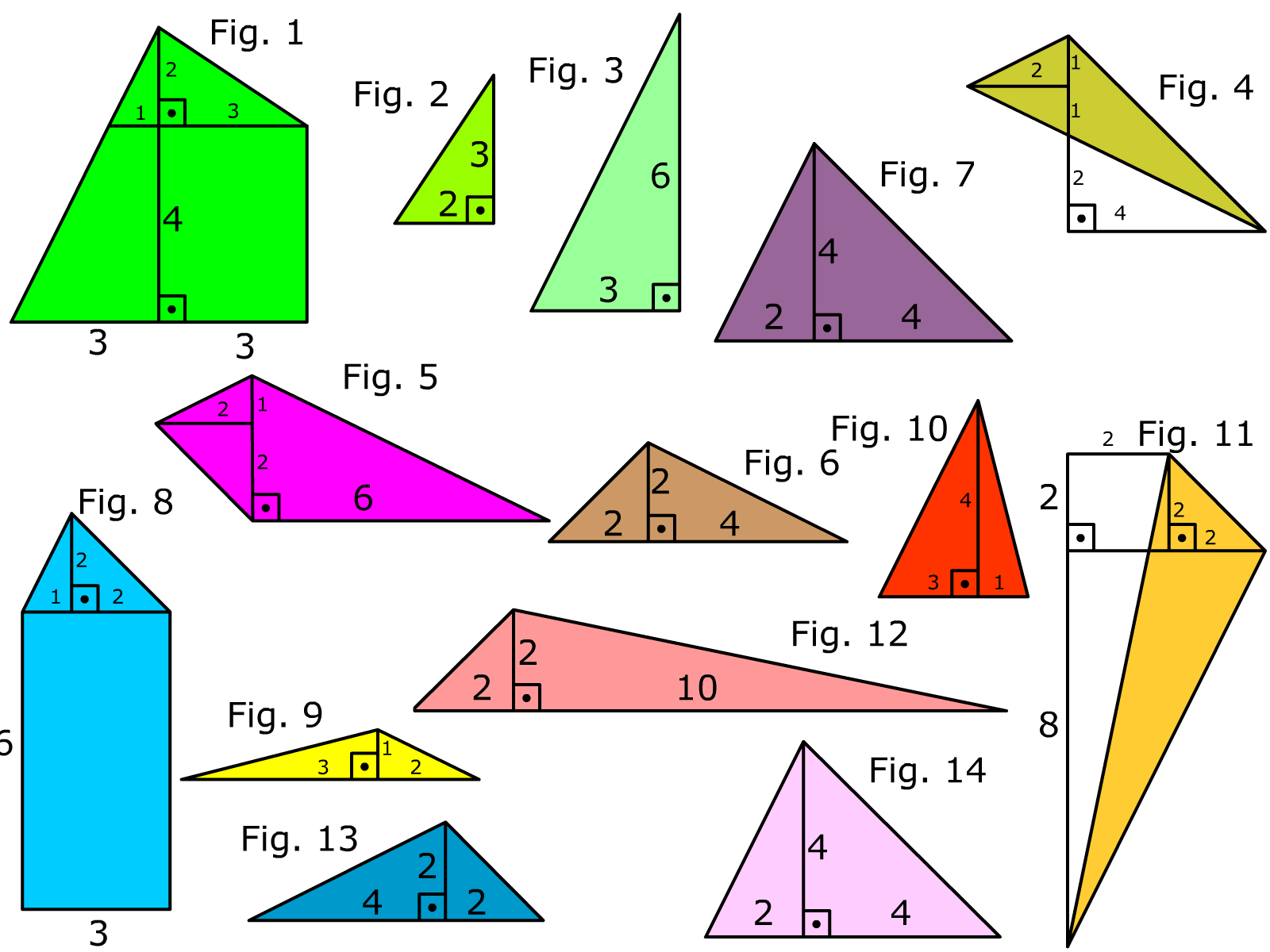
Elemente des Stomachions

Stomachion (altgr. Στομάχιον), eigentlich Ostomachion (Ὀστομάχιον), ist der Titel einer mathematischen Schrift des Archimedes, die nur fragmentarisch in zwei Handschriften überliefert ist, einer arabischen Übersetzung und einer im griechischen Original aus einer byzantinischen Handschrift aus dem 10. Jahrhundert (sogenanntes Archimedes-Palimpsest). 
Das wohl durch die arabische Überlieferung zu „Stomachion“ verstümmelte Wort wird beim römischen Schriftsteller Ausonius korrekt „Ostomachion“ genannt („quod Graeci ostomachion vocavere“ „was die Griechen Ostomachion nennen“), wie der dänische Archimedesforscher Johann L. Heiberg in seiner Edition des Fragments zeigen konnte. Etymologisch ergibt sich entweder die Bedeutung „Knochen-Wettkampf“ (von griech. ὀστέον osteon Knochen, Bein und μάχη machê Schlacht, Kampf) oder „Neck-Spiel“ (von lat. stomachari sich ärgern, stomachus Magen, aber auch Groll, Ärger, Unmut, Unwille, vgl. griech. στόμαχος stomachos Magen).
Archimedes beschreibt in seinem Werk ein Puzzlespiel, bei dem aus 14 anfänglich im Quadrat angeordneten Elfenbeinplättchen Figuren gelegt werden können, und analysiert die kombinatorischen Möglichkeiten, auf wie viele Arten sich das Quadrat legen lässt. 
Es ist nicht überliefert und lässt sich damit wohl auch nicht mehr klären, ob Archimedes das Spiel selbst entworfen oder sich nur mit den geometrischen Problemen des bereits bestehenden Puzzles beschäftigt hat.

Beispiele von Quadraten
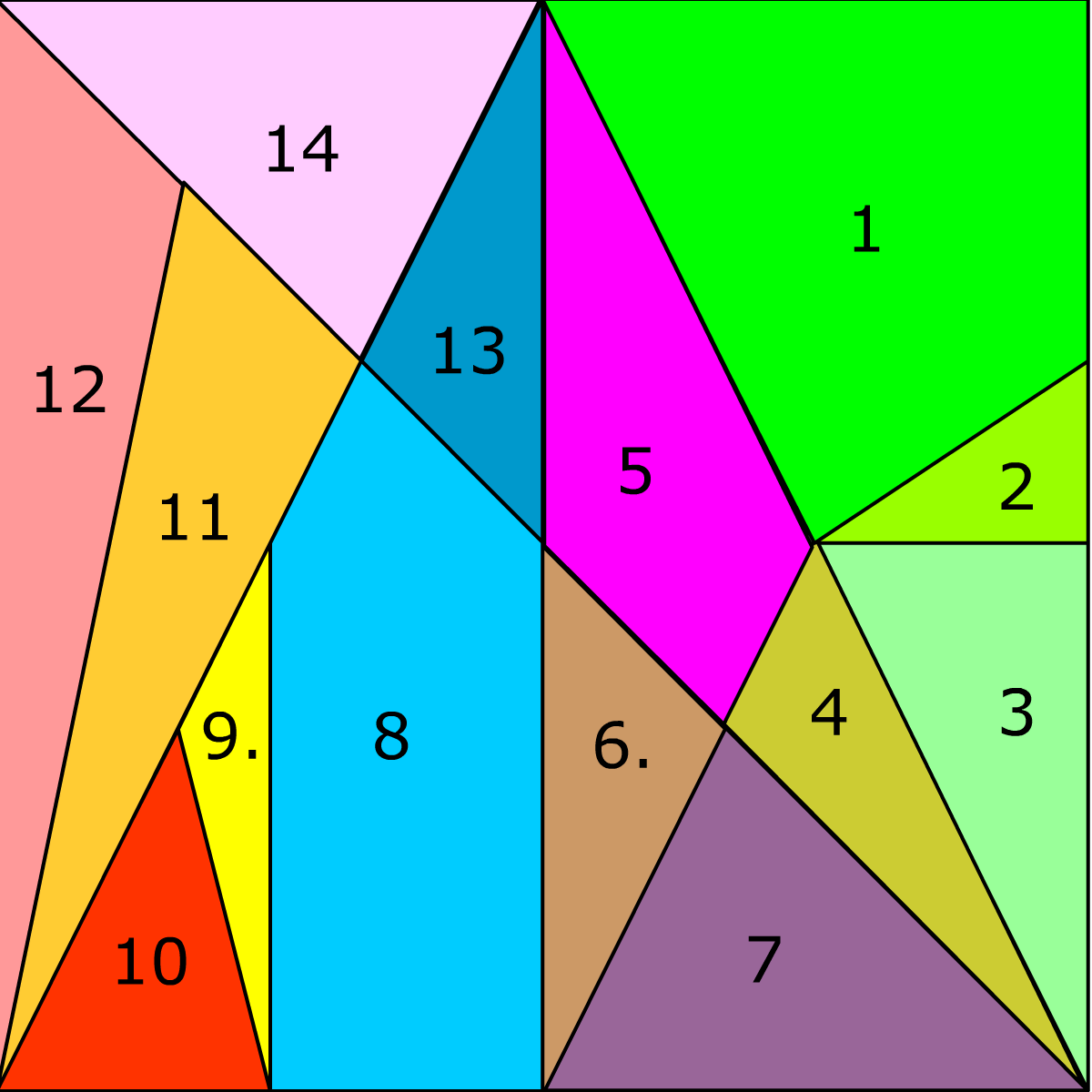
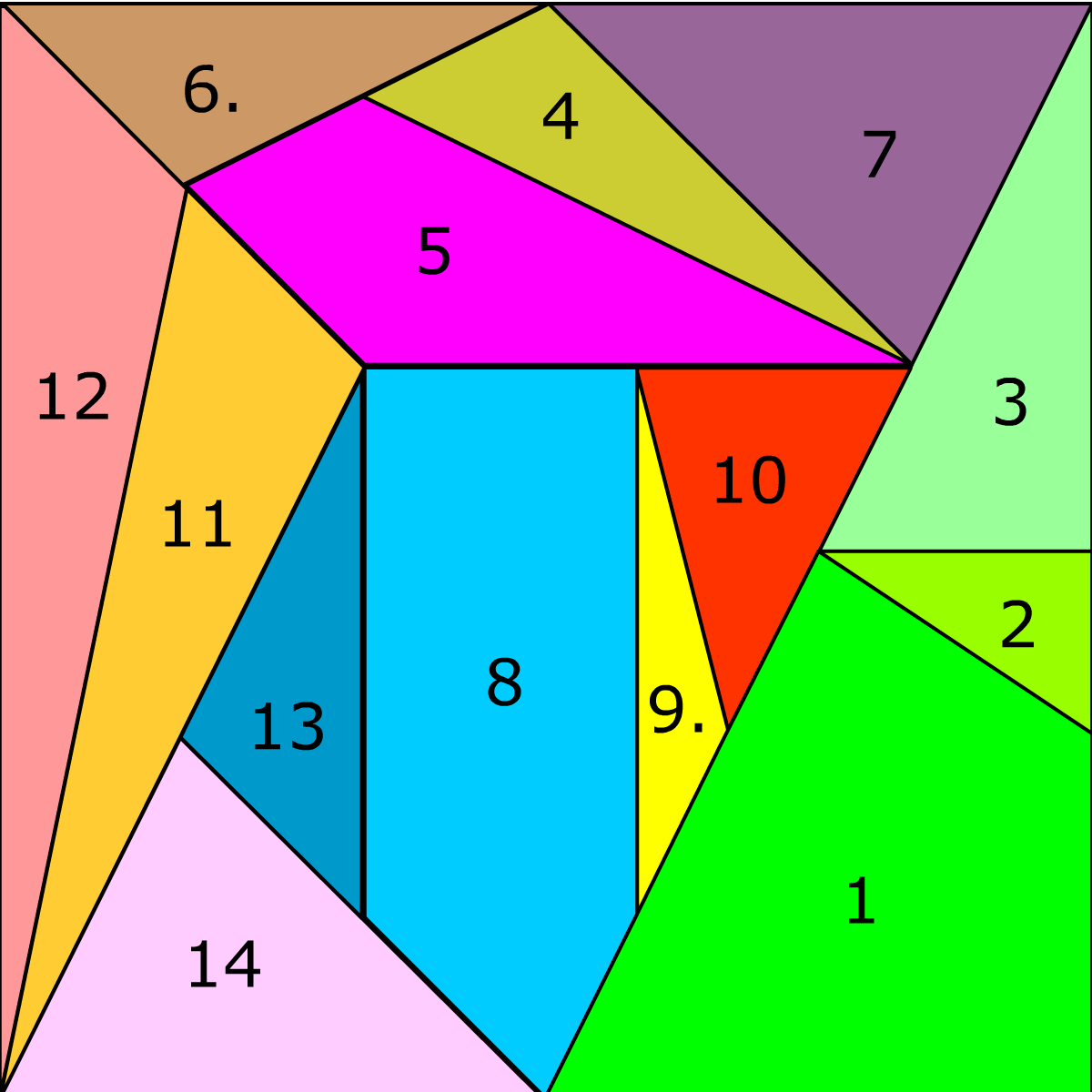

## Das mathematische Problem
Die Anzahl der verschiedenen Möglichkeiten, die Teile des Stomachions innerhalb eines Quadrates anzuordnen, wurden 2003 auf Anregung der amerikanischen Wissenschaftshistoriker Reviel Netz und William Noel von vier Mathematikern in sechs Wochen mithilfe eines Computerprogramms zu insgesamt 17.152 bestimmt; diese Höchstzahl lässt sich aber, wenn man Spiegelungen und Drehungen nicht mitzählt, auf 536 reduzieren.

## Das Spiel

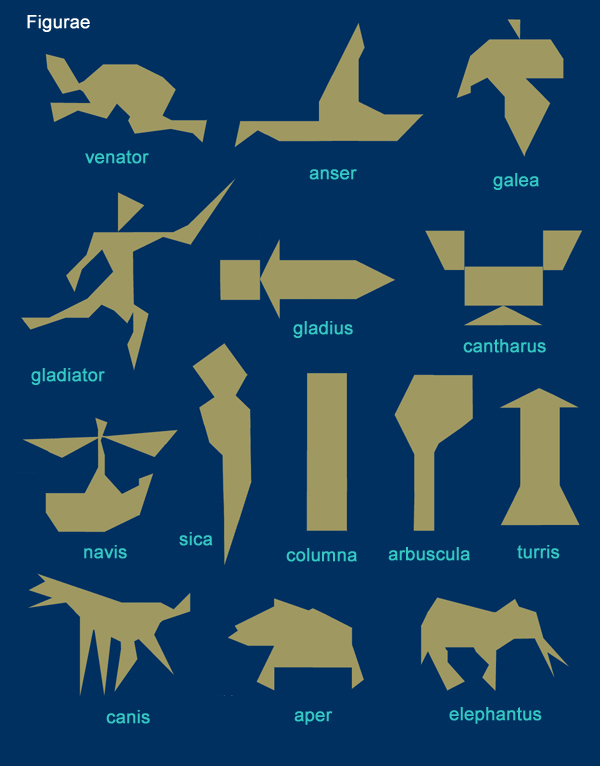
Figuren des Legespiels

Das Stomachion, auch bekannt als „Loculus Archimedius“ oder im Deutschen unter dem Namen „Elefantenpuzzle“, ist ein dem chinesischen Tangram ähnliches Lege- und Geduldspiel. Die Grundfigur besteht aus insgesamt 14 Drei-, Vier- und Fünfecken, die sich auf verschiedene Arten zu einem Quadrat zusammensetzen lassen.
Ziel des Spiels ist es dabei, möglichst interessante Figuren zu legen, die an bekannte Formen, wie zum Beispiel Tiere, Personen oder Gegenstände erinnern. Zum Beispiel nennen der spätantike römische Staatsmann und Dichter Ausonius und andere antike Schriftsteller die folgenden Figuren, die man aus den 14 Teilen legen kann: ein Helm, eine fliegende Gans, ein Turm, eine Säule, ein Elefant, ein Eber, ein bellender Hund, ein lauernder Jäger, ein Gladiator. Das geschah wohl in einer Art Wettstreit mit zwei oder mehreren Spielern.